# Лілія карликова
Карликова лілія (Lilium pumilum) — це багаторічна трав'яниста цибулинна рослина родини лілейних, яка виростає висотою 15-60 см. У природі зустрічається на Далекому Сході, в Східному Сибіру, Китаї, Монголії, Кореї.
Лілія карликова вважається одним з найкращих видів лілій. Вона мало мінлива в природі, зимостійка. Її широко використовують в селекції. З її участю створені численні гібриди, в тому числі і низькорослі.

## Опис
Стебло тонке, пряме, гладке чи покрите короткими ворсинками. Вкрите численними лінійними листками 0,1-0,7 см в ширині та 7-9 см в довжині з одною сильно видатною жилкою і малопомітними зубчиками і сосочками з нижньої сторони. Цибулина яйцеподібна, біла, висотою 2,5-5 см і діаметром 1,5-4 см. Розмножується насінням. Цибулини недовговічні (3-5 років). Цвіте з червня по липень. Квітки яскраво-червоні з вигнутими назовні пелюстками без цяток. Має слабкий запах. На одному стеблі може бути до 12 квіток.